# Bénigne Gagneraux
Bénigne Gagneraux (Digione, 1756 – Firenze, 18 agosto 1795) è stato un pittore e disegnatore francese.

## Biografia

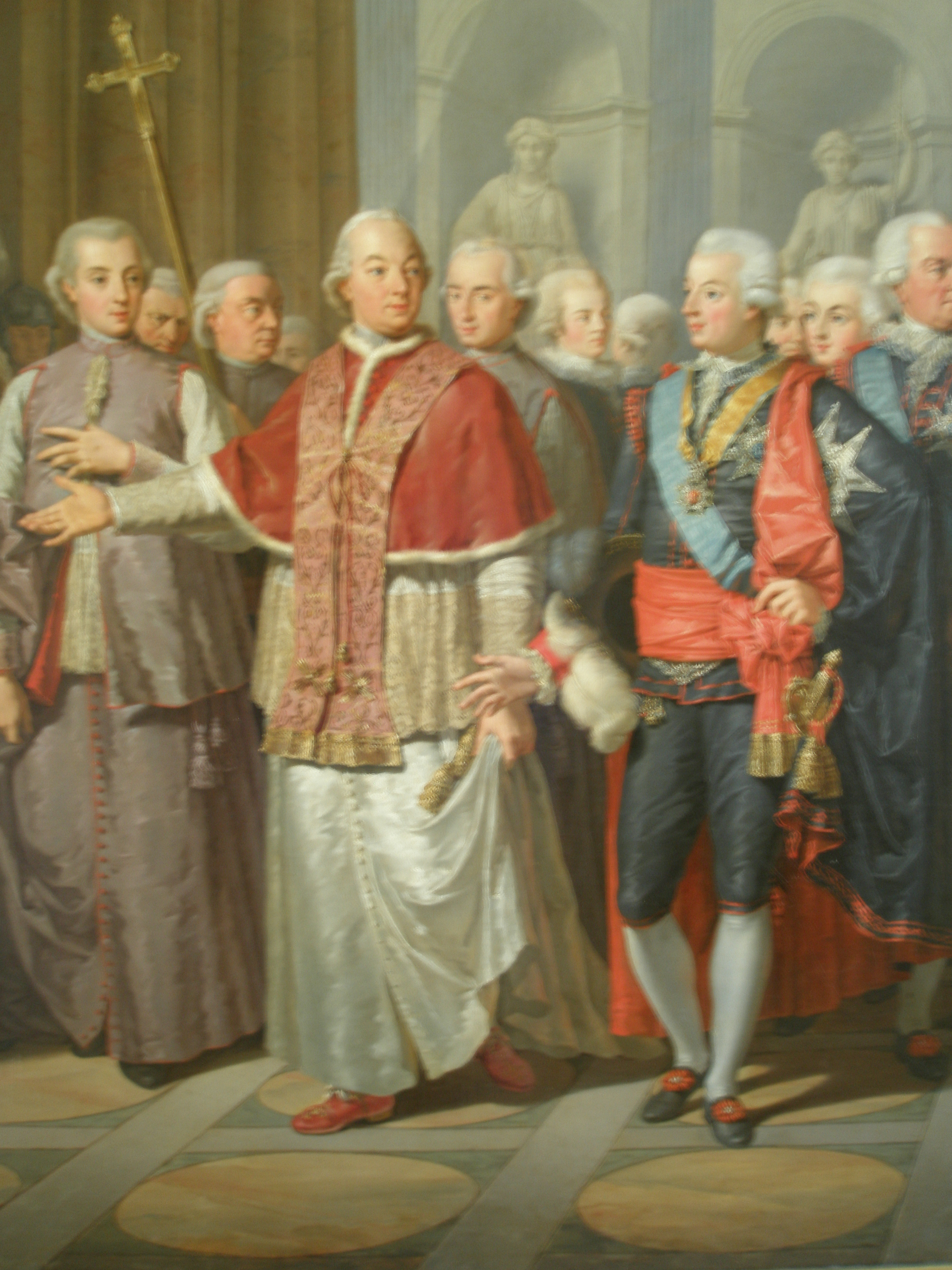
Incontro di Papa Pio VI e Gustavo III di Svezia in visita al Museo Pio-Clementino, 1786

Allievo di François Devosge presso la scuola di disegno di Digione, Bénigne Gagneraux ottenne il Prix de Rome per la pittura nel 1776 con Marcus Curtus refusant les présents des Samnites.
Durante il soggiorno a Roma eseguì diverse copie per le decorazioni del Palazzo dei Duchi e degli stati di Borgogna, in base alla consuetudine allora consolidata di copia dal vero delle opere e delle sale dei musei, in particolare dei Musei capitolini, dove spesso gli schizzi degli artisti offrivano "uno spaccato dal vivo del pubblico in visita: copisti, eruditi, élite del Grand Tour, e perfino qualche incontro tra sovrani", di cui Gagneraux medesimo offerse esempi con i dipinti in cui ritrasse Papa Pio VI e Gustavo III di Svezia in visita al Museo Pio-Clementino. Nel 1784 lo stesso re Gustavo III di Svezia aveva acquistato parecchi quadri di Gagneraux.
Trovandosi ancora a Roma durante la rivoluzione francese, Gagneraux venne ferito nel corso delle sommosse antifrancesi del 1793 e si dovette rifugiare a Firenze, dove entrò al servizio del Granduca Ferdinando III di Toscana. Nel 1794 venne nominato pittore di storia della corte di Svezia. L'anno seguente morì a Firenze, cadendo dalla finestra di casa propria incidentalmente o forse per volontà suicida.
Riscoperta durante gli anni settanta, l'opera di Bénigne Gagneraux venne rivalutata a partire dalle recensioni di Robert Rosenblum e dall'esposizione De David à Delacroix, che portarono ad una retrospettiva nel 1983 a Digione e presso la Galleria Borghese di Roma: Bénigne Gagneraux (1756-1795), un pittore francese nella Roma di Pio VI.
Il suo Recueil de planches gravées exécutées à Rome del 1792 anticipò le incisioni di John Flaxman; avrebbe influenzato inoltre Jean-Auguste-Dominique Ingres ed un gruppo di pittori allievi di Jacques-Louis David, attivi all'inizio del XIX secolo e conosciuti in Francia come Secte des Barbus o Primitivi, al cui maggior esponente, Pierre-Maurice Quays, venne attribuita l'invenzione del termine Rococò..

## Alcune opere
- Museo delle belle arti di Digione:
  - Vénus priant Neptune d'être favorable à Énée, 1779, olio su tela, 71 × 93 cm.
  - L'École d'Athènes (copia da Raffaello Sanzio), 1780, olio su tela, 202 × 295 cm.
  - Œdipe aveugle recommandant sa famille aux dieux, 1783 circa, olio su carta, 73 × 94,5 cm.
  - Jeune homme lisant Homère, 1786, olio su tela, 46 × 38 cm.

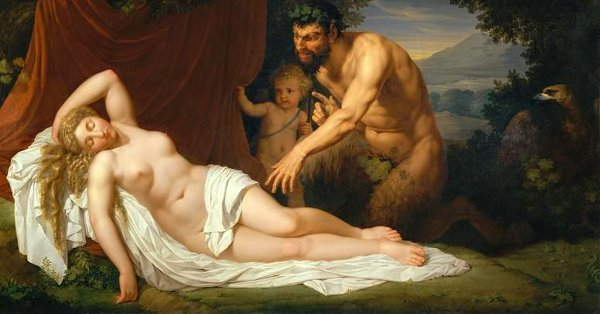
Giove e Antiope (1780 circa)

- - La Bataille de Sénef, 1788, olio su tela, 296 × 357 cm.
  - Le Génie des arts, 1789, olio su tela, 109,5 × 83,5 cm.
  - L'Amour domptant la Force, 1793, olio su tela, 38,7 × 50 cm.
  - Soranus et Servilie, 1793, olio su tela, 84 × 116 cm.
  - Les Vestales recevant le Palladium des mains de Metellus, 1794, olio su tela, 88,5 × 119,5 cm.
  - Chasse au lion, 1795 circa, olio su tela, 89,6 × 112 cm.
- Museo Magnin di Digione:
  - Le Cheval et le serpent, 1787, olio su tela, 61,6 × 73 cm.[6]
- Museo delle Orsoline di Mâcon:
  - Phaéton effrayé par le signe du lion, 1795, olio su tavola di legno, 40 × 57,5 cm.
- Museo del Louvre:
  - Le Baptême de Clorinde par Tancrède, 1789, olio su tela, 78 × 98 cm.
- Museo nazionale di Stoccolma:
  - Œdipe aveugle recommandant sa famille aux dieux, 1784.
  - Le Pape Pie VI visitant avec Gustave III de Suède, la Galerie des Antiques du Vatican, 1786.
- Musée d'art et d'histoire di Ginevra:
  - Le Génie de la Paix arrêtant les chevaux de Mars, 1794.

## Galleria d'immagini

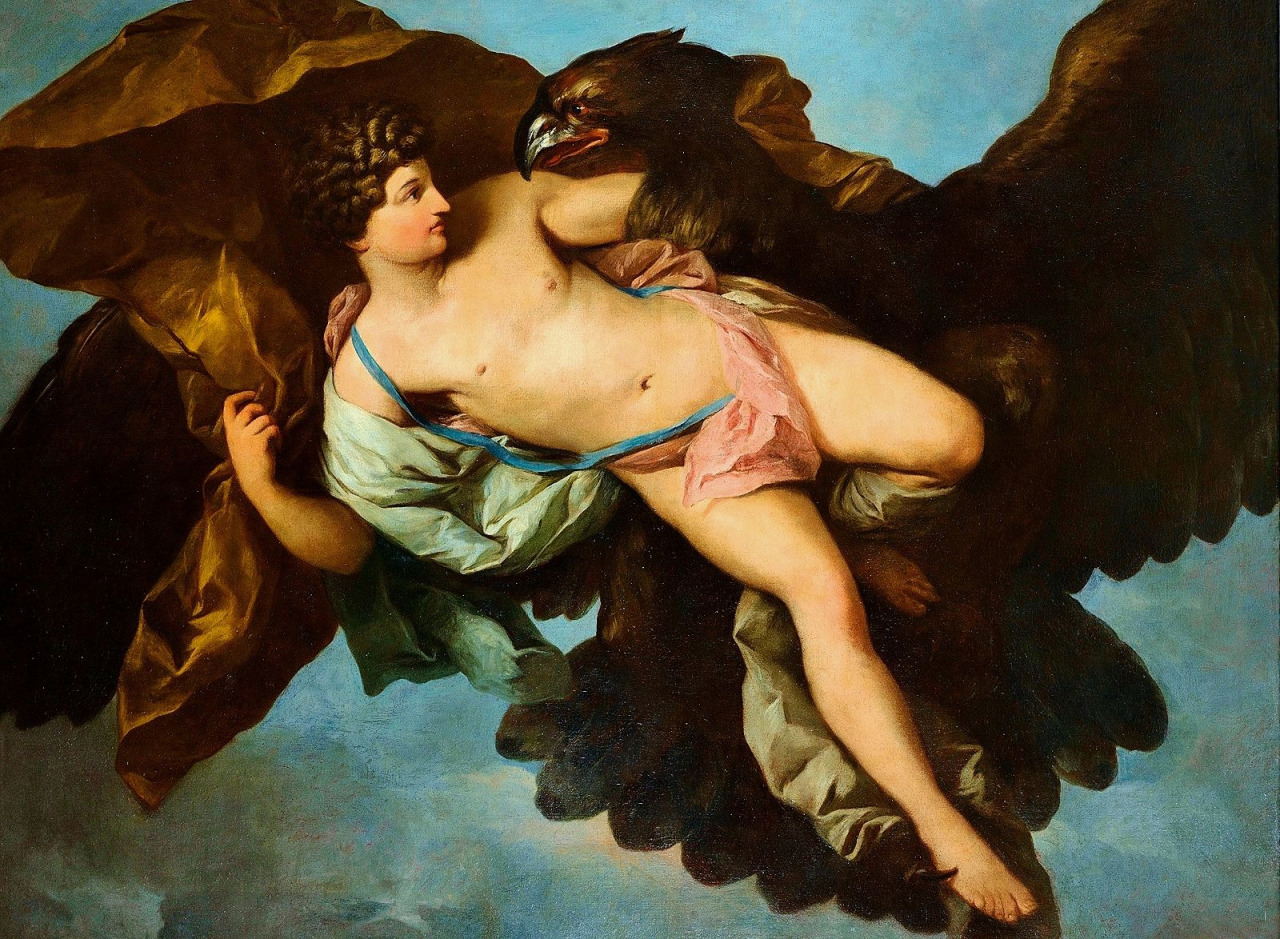
Il rapimento di Ganimede (1782)
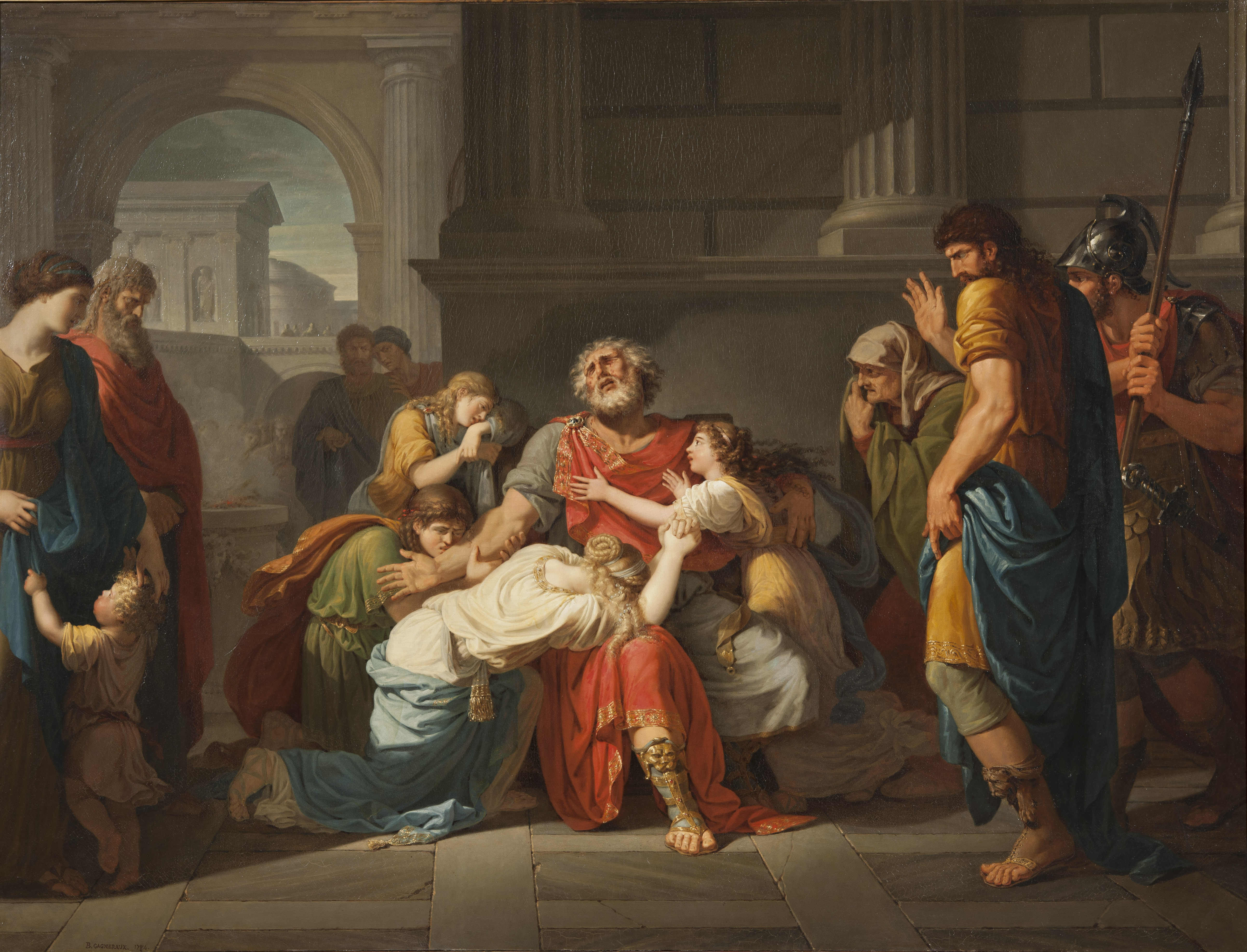
Edipo cieco raccomanda la famiglia agli dei (1784)
Incontro di Papa Pio VI e Gustavo III di Svezia in visita al Museo Pio-Clementino (1786)
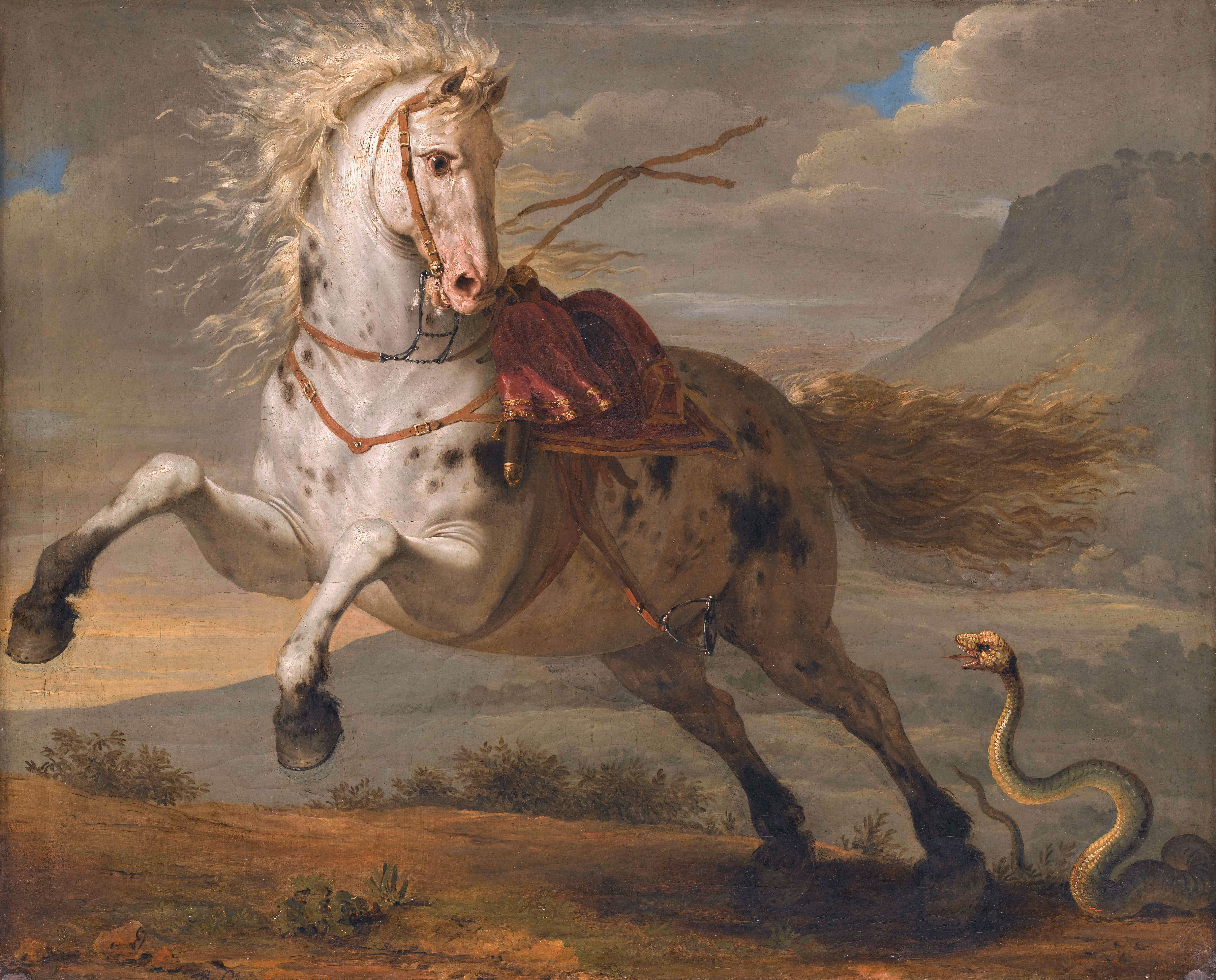
Il cavallo e il serpente (1787)
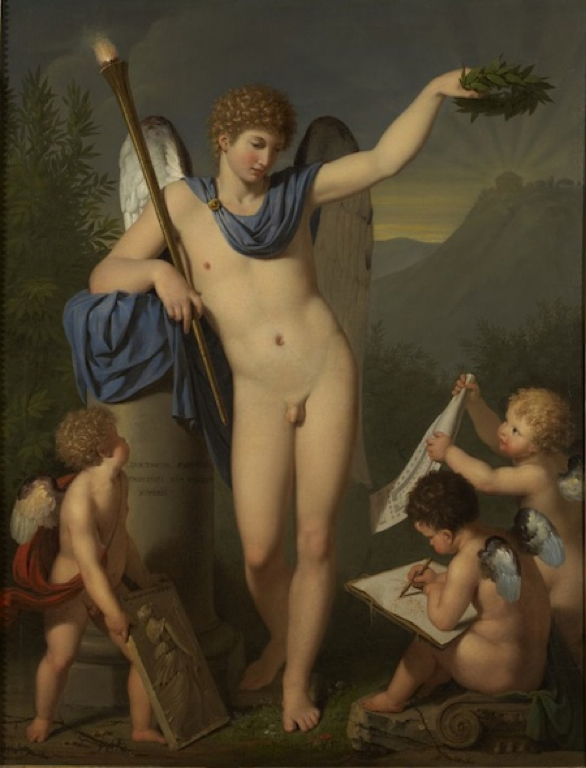
Il genio delle Arti (1789)